# Маунт-Вернон (Кентуккі)
Маунт-Вернон (англ. Mount Vernon) — місто (англ. city) в США, в окрузі Роккасл штату Кентуккі. Населення — 2453 особи (2020).

## Географія
Маунт-Вернон розташований за координатами 37°21′19″ пн. ш. 84°20′36″ зх. д. / 37.35528° пн. ш. 84.34333° зх. д. (37.355209, -84.343309).  За даними Бюро перепису населення США в 2010 році місто мало площу 4,33 км², з яких 4,32 км² — суходіл та 0,02 км² — водойми. В 2017 році площа становила 5,36 км², з яких 5,33 км² — суходіл та 0,03 км² — водойми.

## Демографія
Згідно з переписом 2010 року, у місті мешкало 2477 осіб у 1019 домогосподарствах у складі 619 родин. Густота населення становила 572 особи/км².  Було 1163 помешкання (268/км²).
Расовий склад населення:
| - 98,4 % — білих - 0,3 % — чорних або афроамериканців - 0,2 % — корінних американців |

До двох чи більше рас належало 0,8 %. Частка іспаномовних становила 0,6 % від усіх жителів.
За віковим діапазоном населення розподілялося таким чином: 21,4 % — особи молодші 18 років, 61,9 % — особи у віці 18—64 років, 16,7 % — особи у віці 65 років та старші. Медіана віку мешканця становила 38,9 року. На 100 осіб жіночої статі у місті припадало 92,6 чоловіків;  на 100 жінок у віці від 18 років та старших — 88,4 чоловіків також старших 18 років.
Середній дохід на одне домашнє господарство  становив 33 978 доларів США (медіана — 20 651), а середній дохід на одну сім'ю — 46 787 доларів (медіана — 32 063). За межею бідності перебувало 37,8 % осіб, у тому числі 44,2 % дітей у віці до 18 років та 13,6 % осіб у віці 65 років та старших.
Цивільне працевлаштоване населення становило 741 осіб. Основні галузі зайнятості: освіта, охорона здоров'я та соціальна допомога — 24,0 %, виробництво — 14,8 %, мистецтво, розваги та відпочинок — 9,6 %, науковці, спеціалісти, менеджери — 7,8 %.